# Chrudimer Kreis

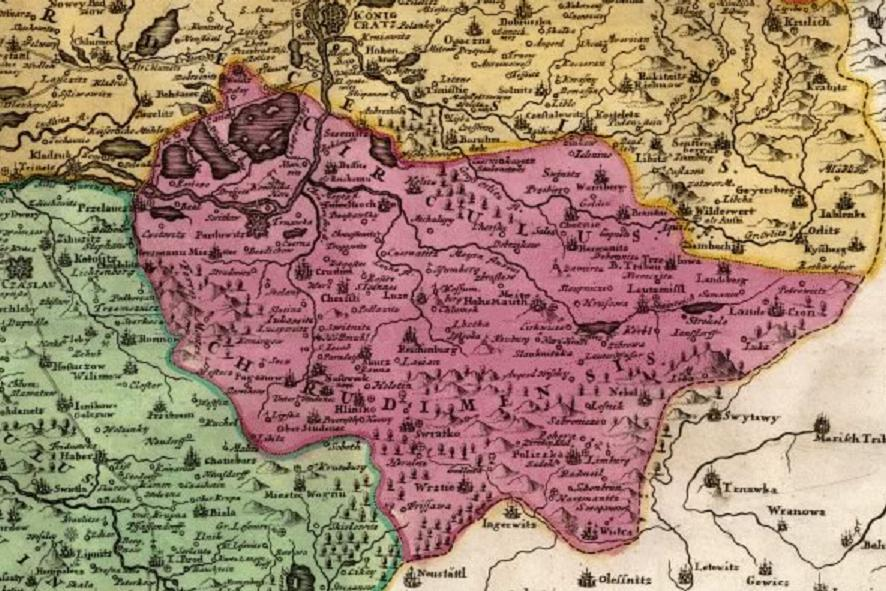
Chrudimer Kreis auf der Karte von 1712

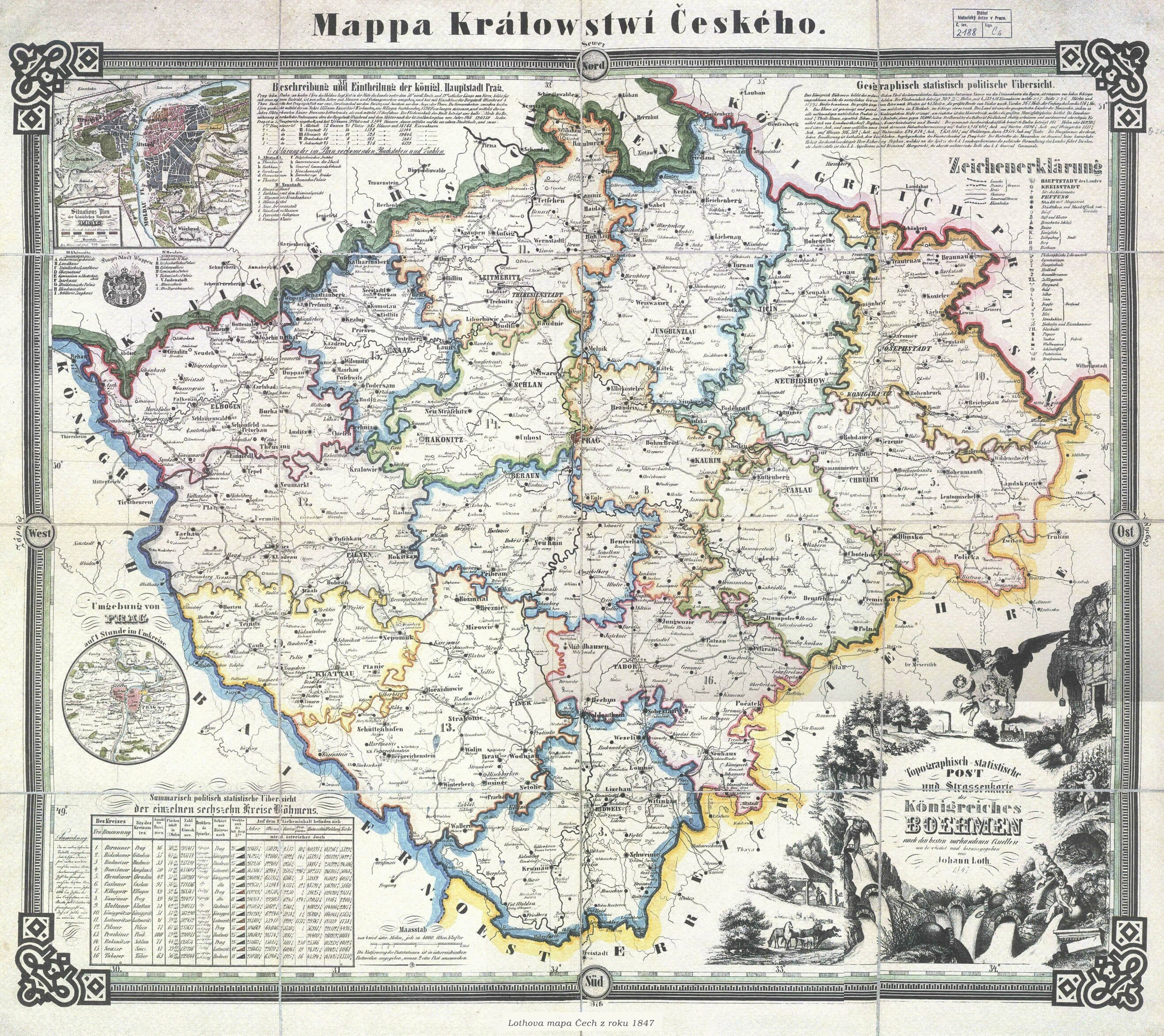
Böhmische Kreise 1847

Der Chrudimer Kreis (Chrudimský kraj) war ein Verwaltungsbezirk im nordöstlichen Teil des Königreichs Böhmen, benannt nach der Stadt Chrudim, dessen Kreishauptmann seinen Sitz in dieser Stadt hatte.
Er gehörte zu den alten böhmischen Kreisen und wurde 1748 gemäß den damaligen Verwaltungsreformen umorganisiert. Mit den Verwaltungsreformen nach 1848 fungierten die Kreise nur mehr als Aufsichtsbehörde und wurden 1867 durch das feingliedrigere System der Politischen Bezirke ersetzt (siehe Liste der Bezirke in Böhmen).

## Bewohner
Zum Kreis gehörten 42 Dominien und 11 Verwaltungsämter (Justiziariate). Der Kreis umfasste um 1845 11 Städte und 13 Vorstädte, 24 Kleinstädte und  Marktflecke, 753 Dörfer sowie 1100 Einschichten.
Die Einwohnerzahl des Kreises wird auf der Grundlage der Zählung von 1843 mit 323.172 Personen angegeben. In der Mehrheit der Landgemeinden sprach man Tschechisch. Deutsch wurde in den Städten und Marktflecken gesprochen, auch in manchen Dörfern der Dominien Landskron, Leitomischl, Bistrau, Deutschbiela, Pardubitz und Politschka.
Die damalige Bevölkerung gehörte meist der römisch-katholischen Kirche an. Eine geringe Zahl bekannte sich zur augsburgischen oder helvetischen Konfession. Um 1845 gaben 295 Familien im Kreis an, dass sie der israelitischen (jüdischen) Gemeinde angehörten.

## Geographische Beschreibung
Um 1845 betrug die Fläche des Chrudimer Kreises 57,5 Quadratmeilen.
Zu den größeren Ortschaften im Kreis gehörten Bochdanetsch, Böhmisch Trübau, Chotzen, Chrudim, Elbeteinitz, Gabel, Hlinsko, Hohenmauth, Holitz, Landskron, Leitomischl, Nassaberg, Pardubitz, Politschka, Przelautsch, Swratka und Wildenschwert.
Die Landschaft im Kreis ist im Osten und Süden gebirgig und in Richtung Westen zunehmend flach. Als gebirgige Erhebungen treten mit den historischen Bezeichnungen das Gabler Gebirge, als Teilbereich der Sudeten, ferner das Landsteiner Gebirge, das Leitomischler Gebirge auf, ferner die Höhenzüge des Böhmisch-Mährische Gebirges sowie die Einzelerhebung des Kunietitzer Berges.
Zu den größeren Wasserläufen im ehemaligen Kreisgebiet zählen die Elbe, Adler, Chrudimka, Loučná, Stille Adler, Novohradka und der Opatowitzer Kanal zur Bewässerung der Teiche zwischen Opatowitz und Pardubitz.

## Land- und Forstwirtschaft
Für die Feldwirtschaft liegen die wertvollen Areale im Zentrum und im Süden des Kreises. Der Anbau von Nutzpflanzen ist in den ausgedehnten Ebenen seit langer Zeit verbreitet gewesen. Um 1845 waren Weizen, Roggen und Gerste die wichtigsten Getreidesorten. Zu den verbreitetsten Feldfrüchten gehörten Kartoffeln, Raps, Hülsenfrüchte (Hirse). Futterkräuter wie weißer und roter Klee, Weißkohl wurden im Kreis angebaut.
Für den Hopfenanbau sowie für die Gewinnung von Flachs und Hanf lagen hier Schwerpunktgebiete Böhmens.
Die landwirtschaftliche Produktpalette war vielseitig. Es gab Anbauflächen für Obst, Rüben, Mohn und Zierpflanzen. Der Obstanbau fand in Plantagen, in Alleen und Hausgärten statt. Sein geographischer Schwerpunkt lag im Umfeld der Orte Nassaberg, Chrast, Choltitz, Chraustowitz, Zamrsk und Leitomischl.
Im Chrudimer Kreis existierten um 1845 drei industrielle Fabriken und 230 Manufakturen und kleinere Tuchmacherbetriebe, die mit der Textilherstellung befasst waren. Schwerpunkte für diesen Wirtschaftszweig waren die Ortschaften Wildenschwert, Landskron und Chrudim. Vorrangig handelte es sich um Wollverarbeitung und die damit verbundene Streichgarnherstellung. Die Textilfirma J. Sedlaček in Heřmanmiestetz hatte um 1835 insgesamt 8000 Arbeiter beschäftigt.
In der Viehwirtschaft stand um 1845 im Chrudimer Kreis die Rinderhaltung mit 61.585 (1840: 72.552) Kühen, 7328 (1840: 4785) Ochsen an erster Stelle. Bei der Schafhaltung gab es 48.968 (1840: 64.999) Tiere. Ferner hielt man hier 14.000 (1840: 9613) Schweine, 7000 (1840: 6129) Ziegen und 200.000 Gänse. Es wurden auch viele Hühner und Enten gehalten. Im Kreis existierten zu diesem Zeitpunkt 18.772 (1840: 20.340) Pferde.
Bei den kleinen Wildtieren waren in den 1840er Jahren die Hasen (1845: 17.000),  Rebhühner (1845: 13.300), Fasane (1845: 5030) und das Wassergeflügel häufige Jagdobjekte. Aus Tiergehegen und Waldarealen stammten Edel- und Damhirsche. Ferner wurden Rehe und Wildschweine erlegt.
Durch die Nutzung des natürlichen Fischbestandes in den Flussläufen fing man Aale, Karpfen, Hechte, Welse, Lachse und Barmen, in der Loučná sogar Lachsforellen und in den Gebirgsbächen hauptsächlich Forellen.
Die Fischhaltung in Teichen hatte sich in erheblichem Ausmaße im Kreis entwickelt. Es handelte sich um Teichanlagen bei Pardubitz, Leitomischl, Choltitz und Landskron. Der jährliche Fischertrag im Bunzlauer Kreis um 1845 belief sich auf 2250 Zentner. Der Bochdanetscher Teich, als eine der größten Fischereianlagen im Kreis, erbrachte in den 1840er Jahren zwischen 1100 und 1500 Zentner Fisch jährlich.
Die Wälder im Chrudimer Kreis waren Nadelholz, Laubholz oder Mischwaldbestände. Der größte Teil der Waldflächen bestand aus Nadelhölzern, aus Tannen, Fichten, Kiefern und Lärchen. Bei den Laubbäumen kamen für die forstwirtschaftliche Nutzung Birken, Erlen, Ahorn, Weiß- und Rotbuchen in Betracht. Eichen kamen besonders um Pardubitz, Chotzen und Hohenmauth vor.

## Montanwirtschaft und andere mineralische Rohstoffe
Eisenerze fand man bei Richenburg, Nassaberg und Heřmanmiestetz. Graphit wurde bei Swojanow gewonnen, der zur Graphitgeschirrfabrik J. Kristen im Nachbardorf Předměstí  geliefert wurde.
Für Bauzwecke gewann man Kalkstein zum Kalkbrennen bei Podoll und Prachowitz, Tonschiefer als Dachdeckungsmaterial bei Richenburg, Chrudim und Heřmanmiestetz. Torf wurde bei Nassaberg gestochen.
In geringen Mengen fand man Granatkristalle bei Bistrau, Amethyst und Topas bei Elbeteinitz.
Genutzte Mineralquellen befanden sich um 1845 bei Bistrau (Goldbrünnel), bei Hohenmauth (Sankt. Nikolas) und bei Podoll.

## Lage
Angrenzende Kreise und Gebiete um 1845 waren:
- im Norden: Königgrätzer Kreis und Bidschower Kreis
- im Westen: Kaurimer Kreis und Caslaver Kreis
- im Süden: Caslaver Kreis  und Brünner Kreis (Mähren)
- im Osten: Olmützer Kreis (Mähren).